# Claderia viridiflora
Claderia viridiflora Hook.f. è una pianta epifita della famiglia delle Orchidacee. È l'unica specie del genere Claderia.

## Distribuzione e habitat
La specie è diffusa in Malaysia peninsulare, Thailandia, Borneo, Sulawesi, Sumatra e Nuova Guinea.